# 天主教泰拉莫-阿特里教區
天主教泰拉莫-阿特里教區（拉丁語：Dioecesis Aprutina seu Teramensis-Hatriensis seu Atriensis）是天主教會在義大利的一個教區。屬佩斯卡拉-彭內總教區。
泰拉莫教區第一位見於文獻是在598年教宗額我略一世的一封書信中，當時費爾莫主教被指派巡視泰拉莫，因為當地教座出缺。而阿特里教區成立於1251年4月1日。1949年7月1日起，兩個教區由同一位主教牧養。1986年9月30日兩個教座完成合併並易名至今。
教區包括泰拉莫省三十七市。2010年有教友240,300人，佔轄區總人口96.8%。教區下轄187個堂區，有199名司鐸。現任教區主教為彌額爾·瑟茲亞。